# Pant
Pant komt voor als een deel van de achternaam bij mensen uit Noord-India en Nepal met een hindoeïstische achtergrond.
Mensen met Pant in de achternaam, zijn van de brahmaanse kaste Kumaoni en komen van oorsprong uit Uttarakhand en Nepal. De voorouders van deze families migreerden vanuit het westen van India, in het bijzonder uit de regio Konkan in Maharashtra naar hun tegenwoordige woonplaatsen in de Himalaya.